# Municipio de Monroe (condado de Lincoln)
El municipio de Monroe (en inglés: Monroe Township) es un municipio ubicado en el condado de Lincoln en el estado estadounidense de Misuri. En el año 2010 tenía una población de 11155 habitantes y una densidad poblacional de 49,69 personas por km².

## Geografía
El municipio de Monroe se encuentra ubicado en las coordenadas 38°57′47″N 90°48′39″O / 38.96306, -90.81083. Según la Oficina del Censo de los Estados Unidos, el municipio tiene una superficie total de 224.5 km², de la cual 218.52 km² corresponden a tierra firme y (2.66%) 5.98 km² es agua.

## Demografía
Según el censo de 2010, había 11155 personas residiendo en el municipio de Monroe. La densidad de población era de 49,69 hab./km². De los 11155 habitantes, el municipio de Monroe estaba compuesto por el 96.54% blancos, el 1.05% eran afroamericanos, el 0.3% eran amerindios, el 0.26% eran asiáticos, el 0.06% eran isleños del Pacífico, el 0.43% eran de otras razas y el 1.35% pertenecían a dos o más razas. Del total de la población el 1.34% eran hispanos o latinos de cualquier raza.